# Karl-Wilhelm Rosberg
Karl-Wilhelm Rosberg (* 1942 in Minden) ist ein deutscher Flottillenadmiral a. D. der Deutschen Marine, Diplomingenieur (FH) und Autor.

## Leben
Als Kapitän zur See war er, nachdem er als Abteilungsleiter im Marineunterstützungkommandos in Wilhelmshaven gedient hatte, vom 1. Januar 1994 bis 30. September 1994 Admiral Betrieb und Rüstung.
1999 übergab er die Leitung einer Abteilung im Marineunterstützungskommando an Karl-Heinz Kelle und wurde als Nachfolger von Volker Liche Leiter der Stabsabteilung Logistik, Material und Rüstung im Führungsstab der Marine im Bundesministerium für Verteidigung in Bonn. Von hier trat er 2002 in den Ruhestand.
Er war noch in der Industrie tätig, bevor er mit dem Schreiben von Romanen anfing.

## Werke (Auswahl)
- Die Chandlers: Eine Amerikanische Familiengeschichte. Createspace Independent Pub, 2012.
- Martin Luther: Für Gewissensfreiheit gegen Kaiser und Papst. BoD, 2018.
- Friedrich III: 99 Tage Deutscher Kaiser. BoD, 2018.[5]
- Albert Speer: Teufelspakt mit dem Führer des Dritten Reiches. BoD, 2019.
- Galileo Galilei: Glaube und Wissenschaft. BoD, 2021.